# Stampede (album van Doobie Brothers)
Stampede is het vijfde studioalbum van de Amerikaanse rockband The Doobie Brothers en tevens het laatste voordat Michael McDonald de plaats van Tom Johnston innam als belangrijkste zanger en songschrijver. Het album werd opgenomen van 9 september tot 6 oktober 1974 en 25 april 1975 uitgebracht op Warner Bros. Records. Het haalde de vierde plaats in de Billboard 200 en werd bekroond met goud.

## Opname en inhoud
Op Stampede klonk de band veelzijdiger dan voorheen door met countryrock, funk en folk te experimenteren. Vele gastmuzikanten verleenden hun medewerking, onder wie Maria Muldaur, Ry Cooder en Curtis Mayfield.
Dit was ook het eerste album waarop Jeff "Skunk" Baxter meespeelde als volwaardig bandlid, na gastbijdragen aan de vorige twee albums en deelname aan de vorige tournee. Desondanks schitterde hij door afwezigheid bij de hoesfotosessie. 
Van het album werden drie singles getrokken; de eerste, Take Me in Your Arms (Rock Me), verscheen op 23 april 1975 en was ook de succesvolste. Deze Motown-klassieker, geschreven door het legendarische trio Holland-Dozier-Holland, stond al jaren op het verlanglijstje van Tom Johnston die deze "killer track" tot een van zijn favoriete nummers aller tijden rekent.
De opvolger, Sweet Maxine, kwam uit op 8 juli 1975 en stond dichter bij het vertrouwde Doobie Brothers-geluid. Jonhston schreef de tekst op muziek van Patrick Simmons. Bill Payne, toetsenist van de band Little Feat, speelde wat het blad Record World omschreef als een "barrelhouse piano intro". Het nummer kwam tot een veertigste plaats in de Billboard Hot 100."
De derde en laatste single, I Cheat the Hangman van Simmons, werd op 12 novemer 1975 uitgebracht. Het is een sombere outlaw ballad geïnspireerd door het verhaal Een gebeurtenis bij Owl Creek Bridge van Ambrose Bierce. "He tgaat over een geest die naar zijn huis terugkeert na de Burgeroorlog en niet weet dat hij dood is," zei Simmons over het nummer. De albumversie is een progrock-achtige compositie die eindigt met een verstrengelde collage van strijkers, blazers en synthesizers die een spookachtige sfeer a la Night on Bald Mountain van Mussorgsky oproepen. Her ambitieuze I Cheat the Hangman werd slechts een zestigste plaats in de Amerikaanse hitlijsten. Het blad Cash Box vond het "aan de lange kant vergeleken bij vorige singles van deze supergroep" en "een low-key ballad gedragen door één melodieuze stem met voortkabbelende gitaarbegleiding die uitmond in prachtige samenzang van de groep en vervolgens overgaat in langdurige orkestratie met jazzimprovisatie." Record World sprak van "een hitsige ballad met sterke nadruk op meerstemmige zang."
Neal's Fandango was geïnspireerd door de bergen van Santa Cruz en een eerbetoon aan Neal Cassady, busschauffeur van de Merry Pranksters en voormalig sidekick van Jack Kerouac in diens roman On the Road. Het werd af en toe gedraaid op de regionale classic rockzender KFOX (officeel KUFX) in San Francisco, daar de Doobie Brothers afkomstig waren uit de Bay Area.

## Tracklijst
| Nr. | Titel                | Vocals       | Duur |
| --- | -------------------- | ------------ | ---- |
| 1.  | Sweet Maxine         | Johnston     | 4:26 |
| 2.  | Neal's Fandango      | Simmons      | 3:20 |
| 3.  | Texas Lullaby        | Johnston     | 5:00 |
| 4.  | Music Man            | Johnston     | 3:34 |
| 5.  | Slack Key Soquel Rag | instrumental | 1:54 |

| Nr. | Titel                          | Vocals                           | Duur |
| --- | ------------------------------ | -------------------------------- | ---- |
| 6.  | Take Me in Your Arms (Rock Me) | Johnston                         | 3:39 |
| 7.  | I Cheat the Hangman            | Simmons                          | 6:38 |
| 8.  | Précis                         | instrumental                     | 0:56 |
| 9.  | Rainy Day Crossroad Blues      | Johnston                         | 3:45 |
| 10. | I Been Workin' on You          | Johnston                         | 4:22 |
| 11. | Double Dealin' Four Flusher    | Simmons, Keith Knudsen, Johnston | 3:30 |

## Personeel
The Doobie Brothers
- Tom Johnston – gitaren, lead- en achtergrondzang
- Patrick Simmons – gitaren, lead- en achtergrondzang
- Jeff "Skunk" Baxter – gitaren, pedalsteelgitaar
- Tiran Porter – basgitaar, achtergrondzang
- John Hartman – drums, percussie
- Keith Knudsen – drums, percussie, achtergrondzang, co-leadzang op Double Dealin' Four Flusher

Gastmuzikanten
- Bill Payne – piano op Sweet Maxine, Neal's Fandango, Texas Lullaby, Take Me in Your Arms, I Cheat the Hangman and Double Dealin' Four Flusher, orgel on Music Man en I Been Workin' on You, elektrische piano op Double Dealin' Four Flusher, overige keyboards
- Ry Cooder – bottleneckgitaar op Rainy Day Crossroad Blues
- Karl Himmel – drums en percussie op I Been Workin' on You
- Bobbye Hall Porter – conga's op Take Me in Your Arms
- Victor Feldman – marimba, percussie
- Conte Candoli, Pete Candoli – trompetten op I Cheat the Hangman
- Harry Bluestone – concertmeester op "Rainy Day Crossroad Blues"
- Maria Muldaur – achtergrondzang op I Cheat the Hangman
- Sherlie Matthews, Venetta Fields and Jessica Smith – achtergrondzang op Take Me in Your Arms en I Been Workin' on You
- Nick DeCaro – strijkersarrangementen op Texas Lullaby, I Cheat the Hangman en Rainy Day Crossroad Blues
- Paul Riser – strijkers en blazersarrangementen op Take Me in Your Arms, blazersarrangementen on Sweet Maxine en Double Dealin' Four Flusher
- Curtis Mayfield – strijkers en blazersarrangementen op Music Man
- Richard Tufo – orkestratie op Music Man

Productie
- Ted Templeman – producer, aanvullende percussie
- Donn Landee, Travis Turk – technici
- Barbara Casado, John Casado – ontwerpers
- Jill Maggid, Michael Maggid – fotografie
- Ed Thrasher – artistiek leider